# 村岡章子
村岡 章子（むらおか しょうこ、1969年10月14日 - ）は、熊本県を拠点に活動するローカルタレントである。
熊本県八代市出身、熊本県立八代東高等学校卒、天秤座。血液型はA型。

## 人物
- 歌手の福山雅治と斉藤和義、俳優の妻夫木聡の大ファンである。
- 八代東高等学校在学中は、野球部のマネージャーを務めていた。高校の後輩にもっこすファイヤーがいる。

## 現在の出演番組
ラジオ
- ゆっくりのんびりASO大陸（エフエム熊本 土曜12:30 - 13:00)

## 過去の出演番組
テレビ
- RKKワイド夕方いちばん（RKKテレビ 月曜〜金曜16:00 - 16:52）
  - 毎週木曜日「あれこれ気になる隊」リポーター。このコーナーで同じくリポーターを務める大嶋美穂と2人で登場するとき、2人の下の名前のアルファベットの頭文字を取り、総称として「S&M」と呼ばれることがある。